# Antonino Liberal
Antonino Liberal (em latim: Antoninus Liberalis; em grego clássico: Αντωνινος Λιβεράλις; romaniz.: Antoninos Liberális) foi gramático grego, que provavelmente floresceu ca. 150, e que ficou conhecido por ter escrito uma importante fonte sobre mitologia, uma coleção de 40 contos de metamorfoses míticas (Μεταμορφώσεων Συναγωγὴ). Com exceção de nome contos, sempre menciona as fontes de seus registros. Como muitas das obras que citam estão perdidas, sua obra é importante para que se tenha conhecimento do conteúdo destas. Há poucos manuscritos da obra de Antonino, com os mais importantes sendo os de Paris e Heidelberga.